# Rudolf Hrušínský
Rudolf Hrušínský (Nová Včelnice, 17 ottobre 1920 – Praga, 13 aprile 1994) è stato un attore ceco.

## Biografia
Conosciuto in Italia per il ruolo di Stefan Litvak/Tenente Kiriu ne La piovra 6 - L'ultimo segreto.
Si ricorda anche L'uomo che bruciava i cadaveri del 1969.
Nel 1965 lo Stato gli conferì il titolo di artista meritevole e nel 1988 quello di artista nazionale.

## Televisione
- 1992 - La piovra 6 - L'ultimo segreto

## Doppiatori italiani
- Mario Bardella in Nick Carter quel pazzo detective americano
- Luciano De Ambrosis in La piovra 6 - L'ultimo segreto